# Matilda Cugler-Poni
Matilda Cugler-Poni (n. 2 aprilie 1851, Iași, Moldova – d. 9 octombrie 1931, Iași, România) a fost o poetă română.

## Biografie
Este fiica arhitectului austriac Karl von Kugler, stabilit la Iași și devenit cetățean român cu numele Carol Cugler, și a Matildei (născută Hefner). Tatăl său, provenit dintr-o familie înnobilată la 1744, de împărăteasa Maria Terezia a Austriei, a venit la Iași, unde a devenit, în 1844, arhitect șef al Iașilor. 
În 1888, Ilie Kogălniceanu, tatăl lui Mihail Kogălniceanu, l-a angajat spre a-i renova casa, a o preface și aduce în forma în care se păstrează și astazi, devenită casă memorială.
Matilda a avut un frate, Grigore Cugler, medic, al cărui fiu a fost Grigore Cugler, muzician, grafician, diplomat și scriitor român.
A primit în familie o educație deosebit de aleasă, împlinită prin lecturi sistematice din literaturile germană, franceză, italiană și română.
În 1872 s-a căsătorit cu filologul Vasile Burlă, dar s-au despărțit curând, iar patru ani mai târziu, în 1876, s-a recăsătorit cu chimistul Petru Poni. Din această căsătorie a rezultat o fiică, Margareta Poni (1889-1973), care a devenit profesor universitar la Iași și a îmbrățișat domeniul chimiei anorganice.

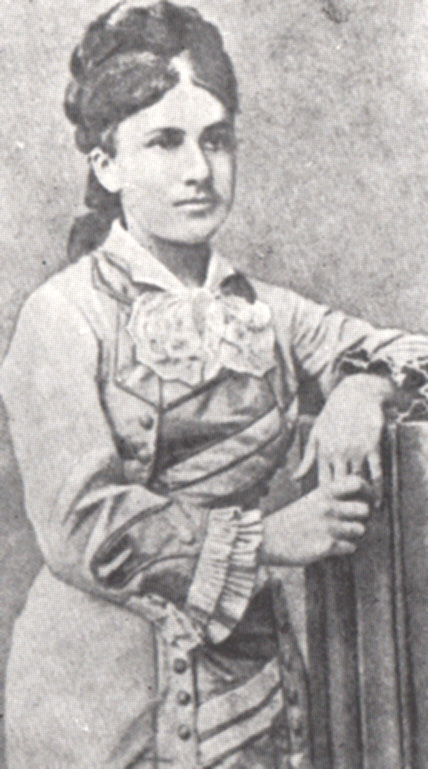
Matilda Cugler-Poni (ca. 1870)

## Cariera artistică
A început să scrie versuri de timpuriu, debutând în 1867, la 16 ani în paginile revistei Convorbiri literare cu poezia Unei tinere fete. A colaborat la această publicație în mod permanent până în anul 1893. De la anul debutului (1867) și până în 1926 (anul apariției ultimei poezii), Matilda Cugler-Poni a colaborat la peste 35 de reviste românești și străine precum Familia, Columna lui Traian, Literatorul, Albina, Tribuna și Viața Românească.
Debutul în proză și l-a făcut cu povestirea Cînd vrea omul, apărută în 1884 în revista Tribuna din Sibiu. Povestirile sale sunt scurte schițe „din viața mea”, cu accente moraliste și moralizatoare.A  scris și o piesă de teatru : Un tutor (1881).
Matilda Cugler-Poni a fost una din puținele femei care au făcut carieră literară prin intermediul Convorbirilor literare, publicând versuri lirice, în care motivul iubirii, al dragostei neîmplinite, este dominant. Criticul George Călinescu aprecia că versurile sale sunt scrise, ...în maniera album de domnișoare cu educație de pension, adresându-se unor cititoare sever supravegheate de guvernante. Iar Titu Maiorescu afirma și el:
„Ceea ce atrage pe cetitorii acestor poesii lirice, este eleganța limbagiului și sinceritatea simțirei. Un merit deosebit este precisia, cu care sunt compuse și care te feresce de lungile repetiții ale aceleia'și idei, ce de altmintrelea se găsesce în atâtea poesii a literaturei nostre. Nu se pote tăgădui, că din poesiile D-rei Cugler apare tot odată o înrîurire predomnitore a lui Heine și Lenau ; ei ! Dar’ în fine asta e nimic: avem cel puțin a face cu înrîurirea lui Heine și Lenau !”—Titu Maiorescu
Ele aparțin acum istoriei literare, fără a rămâne în memoria contemporanilor.
Ciprian Porumbescu a folosit versurile romanței „Lăsați-mă să cânt”, de Matilda Cugler-Poni, pe care le-a inclus în opereta Crai nou, unde a devenit cântecul Anicăi: În aste haine.
Și alți compozitori au pus pe muzică versurile sale; între aceștia, Theodor Fuchs  și Guilelm Șorban.

## Volume
- Poesii (1867)
- Un tutor (1881, ediția a 2-a în 1914)
- Fata stolerului (1884, ediția a 2-a în 1886)[14]
- Sfântul Nicolae (1885)
- Poezii (1885)
- Povestiri adevărate
- Poezii (1927)
- Scrieri alese, Editura Junimea, Iași (1971)